# Élément primordial (cosmologie)
Pour les articles homonymes, voir Élément primordial.
Cet article court présente un sujet plus développé dans : Nucléosynthèse primordiale.
En cosmologie, un élément primordial est un élément chimique présent dans l'univers dès la fin de la nucléosynthèse primordiale : essentiellement l'hydrogène, et l'hélium, mais aussi une petite partie du béryllium et du lithium.